# Acidoton microphyllus
Acidoton microphyllus là một loài thực vật có hoa trong họ Đại kích. Loài này được Urb. mô tả khoa học đầu tiên năm 1913.